# Cuernavaca
Cuernavaca (nahuatl: Cuauhnáhuac, "vicino agli alberi") è il capoluogo dello stato messicano di Morelos. È anche il capoluogo del comune di Cuernavaca.

## Storia
Nota come la "città dell'eterna primavera" grazie alla sua praticamente perenne temperatura di 27 °C, è sempre stata meta di vacanze per gli abitanti della valle di Città del Messico, a partire dai re aztechi e dagli spagnoli, il che ha aggiunto valore storico alla cittadina. Qui infatti è possibile trovare esempi delle antiche culture azteche nonché palazzi coloniali come il Palacio de Cortés. La città ha un certo numero di scuole di lingua e ospita visitatori da tutto il mondo che vi si recano per studiare la lingua spagnola.

## Amministrazione

### Gemellaggi
- Denver, dal 1983
- Acapulco, dal 2010